# 시구르드 베텐호비아스파

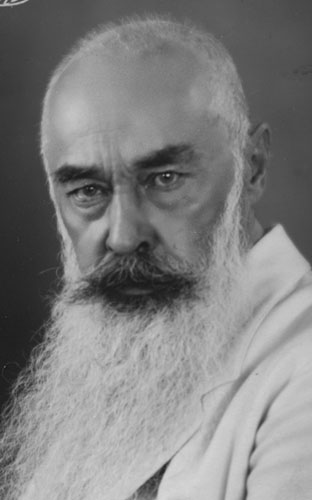
1940년 사진.

시구르드 베텐호비아스파(스웨덴어: Sigurd Wettenhovi-Aspa: 1870년 5월 7일 - 1946년 2월 18일)는 핀란드의 화가, 조각가이며, 사이비 언어학자다. 핀인의 조상은 고대 이집트인이라는 해괴한 학설을 주장했다.